# Smithfield (Kentucky)
Smithfield è un comune degli Stati Uniti d'America, situato nello Stato del Kentucky, nella contea di Henry.

## Storia
Un ufficio postale è operativo a Smithfield dal 1851.

## Società

### Evoluzione demografica
Abitanti censitiAnno01002003004001830192019401960198020002020PopolazioneEvoluzione demografica